# Saint-Cirgues-de-Jordanne
Saint-Cirgues-de-Jordanne – miejscowość i gmina we Francji, w regionie Owernia-Rodan-Alpy, w departamencie Cantal.
Według danych na rok 1990 gminę zamieszkiwało 199 osób, a gęstość zaludnienia wynosiła 12 osób/km² (wśród 1310 gmin Owernii Saint-Cirgues-de-Jordanne plasuje się na 650. miejscu pod względem liczby ludności, natomiast pod względem powierzchni na miejscu 576.).